# NGC 6209
NGC 6209 is een spiraalvormig sterrenstelsel in het sterrenbeeld Paradijsvogel. Het hemelobject werd op 28 juni 1835 ontdekt door de Britse astronoom John Herschel.

## Synoniemen
- ESO 43-8
- AM 1649-723
- IRAS 16489-7230
- PGC 59252